# 弗朗西斯科 (北卡羅萊納州)
弗朗西斯科（英語：Francisco）是位於美國北卡羅萊納州斯托克斯縣的非建制地區。

## 歷史
弗朗西斯科的郵局於1846年設立，其後於1959年停運。

## 地理
弗朗西斯科所處的海拔為高於海平面347米（即1138英呎），而該地所採用的時區為UTC-5，即北美东部时区（EST）。同時該地設有夏令時間，為UTC-5調快一小時，即UTC-4（EDT）。